# Zrakoplovna jedinica specijalne policije MUP-a RH
Zrakoplovna jedinica specijalne policije MUP-a RH jedinica je u sastavu Zapovjedništva specijalne policije MUP-a RH. Zrakoplovna jedinica opremljena je helikopterima i osposobljena izvršavati zadaće od prijevoza osoba, medicinskih letova i letova noću, do nadzora prometa i državne granice, potrage i pretraživanja terena. Također, spremna je i za najsloženije zadaće spašavanja u planinama i na moru. Sjedište ove jedinice je na Aerodromu Lučko.
Zrakoplovna jedinica ustrojava se u ljeto 1967 pri RSUP SRH, kada je obavljen prvi let helikopterom Agusta AB 47J2 s "civilnim oznakama". Prije toga su helikopteri imali oznake RZiPZO. Pilot i kapetan na prvom letu je bio Šulek Branko. 1992. godine i formalno postaje ustrojbeni dio Specijalne policije RH. Kao Dan zrakoplovne jedinice Specijalne policije MUP-a obilježava se 17. kolovoza u spomen 
na 17. kolovoza 1990. kad su tri helikoptera MUP-a s policajcima krenula prema Kninu u deblokadu prometnica, a presreli su ih iznad Ogulina dva aviona MiG-21 JNA i pod prijetnjom obaranja zahtijevali skretanje helikoptera s predviđene rute i povratak u Lučko.

## Helikopteri
| Helikopter               | Broj | Slika |
| ------------------------ | ---- | ----- |
| Agusta-Bell AB 212       | 1    |       |
| Bell 206 B Jetranger III | 3    |       |
| AgustaWestland AW139     | 2    |       |
| Airbus H135              | 2    |       |
| Robinson R22 Beta        | 1    |       |

Tijekom 1990-ih u svom sastavu jedinica je imala i dva helikoptera Mi-8 MTV-1 registracija 9A-HAC i 9A-HAD.

## Odlikovanja
- 2012.: Red Nikole Šubića Zrinskog za iskazano junaštvo pripadnika postrojbe u Domovinskom ratu[1]

## Poveznice
|  | Zajednički poslužitelj ima još gradiva o temi Helikopteri hrvatske policije |

- Specijalna policija Republike Hrvatske
- Hrvatska policija
- Ministarstvo unutarnjih poslova